# Jennifer Meadows
Jennifer Brenda ”Jenny” Meadows, född den 17 april 1981 i Wigan, är en brittisk friidrottare som tävlar i medeldistanslöpning.
Meadows deltog vid VM 2007 där hon blev utslagen i semifinalen på 800 meter. Även vid Olympiska sommarspelen 2008 blev hon utslagen i semifinalen. Vid inomhus-EM 2009 var hon nära medalj, då hon slutade fyra på 800 meter. 
Hon deltog vid VM 2009 i Berlin och slutade då trea, på det nya personliga rekordet 1.57,93. 
Vid världsmästerskapen inomhus i Doha vann Meadows silver och senare samma år blev hon bronsmedaljör vid EM i Barcelona.

## Personliga rekord
- 800 meter: 1.57,93